# Osito de peluche

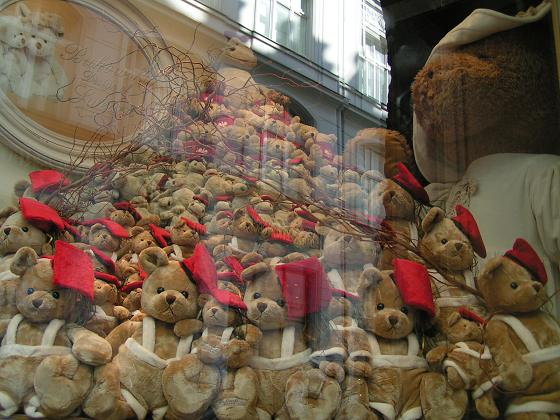
Osos de peluche.

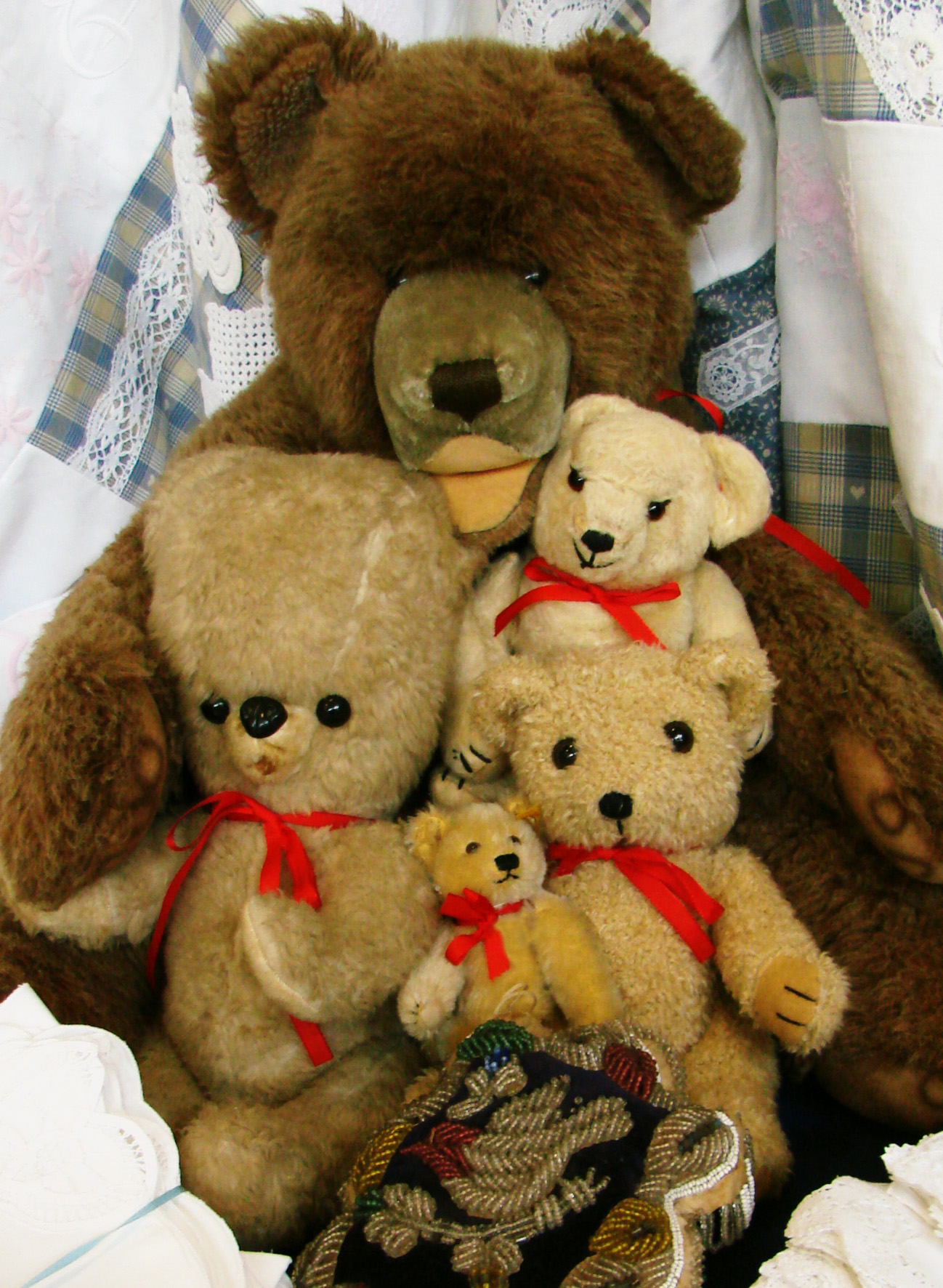
Variedades de ositos de peluche.

El osito de peluche (u osito de felpa) es un oso de juguete relleno. Es una forma tradicional de juguete que representa un oso, muchas veces usados con el propósito de entretener al  niño. En los últimos años, algunos osos de peluche se han convertido en artículos de colección muy caros.
Es un regalo típico entre las personas que tienen una relación generalmente amorosa, aunque también se regalan entre amigos.

## Su nombre en Estados Unidos

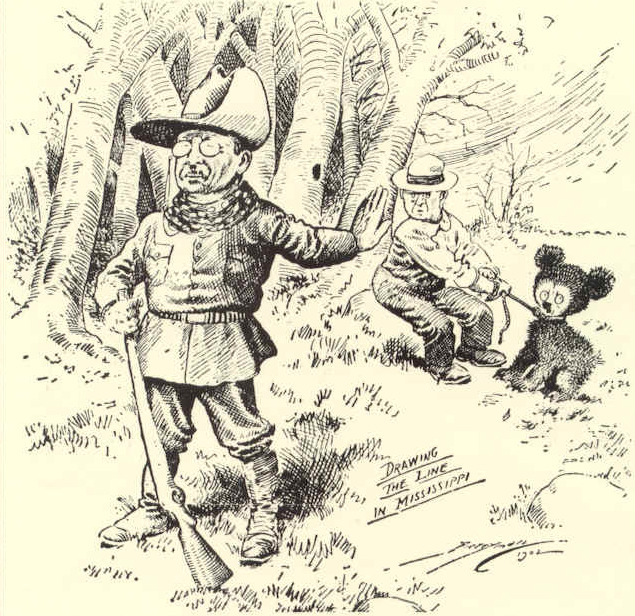
La caricatura le dio su nombre al oso 'Teddy'. Fue publicado en el Washington Post en 1902.

El nombre inglés "Teddy bear" (oso Teddy) proviene de Theodore Roosevelt, presidente de Estados Unidos entre 1901 y 1909, quien rehusó disparar a un oso en una cacería preparada por sus ayudantes con fines promocionales.

## Tipos de osos de peluche
Osos de fabricación comercial; los osos de peluche fabricados en masa son predominantemente hechos como juguetes para niños de todas las edades.
Estos ositos tienen juntas de seguridad para unir brazos, piernas y cabezas. Incluso tienen ojos con cierres de seguridad para evitar peligros de atragantamiento por parte de los menores. Estos osos deben alcanzar unos estrictos estándares de fabricación para poder ser comercializados en los Estados Unidos y la Unión Europea.
Por el contrario, los osos artísticos no son producidos en masa y, en definitiva, no están destinados para los menores. De hecho, la mayoría de ellos tienen una etiqueta que advierten de tal hecho. Estos osos son el objetivo de un mercado para coleccionistas adultos.
Son creados individualmente por multitud de artistas en todo el mundo. Muchos de estos artistas diseñan sus propios ositos y los fabrican manualmente o unen las piezas en máquinas de coser caseras.
Estos osos no son publicitados masivamente. Están disponibles para su compra a través de los propios artistas, tiendas especializadas, sitios en Internet y exposiciones artísticas, exposiciones de osos de peluches y exposiciones de manualidades en todo el mundo. Casi siempre tienen cabezas, brazos y piernas móviles. Los sistemas de coyuntura para unir estos miembros y cabezas son en muchas ocasiones discos y tornillos o combinaciones de discos y tuercas de fijación, pero también pueden hacerse con botones, una simple tira, cadena o cualquiera otro que el artista elija.
La “piel” con las que estos juguetes están fabricados son tan variadas e interesantes como los osos en sí. El mohair, la piel cortada o peinada de una selección de cabellos largos de oveja, es tejido en la tela, teñida y recortada para producir número fascinante para cualquier paleta de artista. Además de mohair, hay una selección inmensa de piel “afelpada” o sintética fabricada para el mercado de osos de peluche, ambos tipos son producidos comercialmente.
Algunos artistas de osos de peluches están especializados en la producción de osos fabricados con materiales reciclados. Estos artistas buscan en las tiendas de artículos de segunda mano, los mercadillos, ventas de garaje caseras, centros de recogida de basuras y los propios sótanos y áticos de sus familiares en busca de tesoros olvidados que puedan convertirse en el sueño de coleccionistas. Colchas viejas, vestidos, abrigos así como bolsos y prendas de vestir son transformados rápidamente en increíbles osos de peluche.

## En la cultura popular
Un gran éxito del cantante Elvis Presley resultó ser la canción (Let me be) Your Teddy Bear, que a su vez fue parte de la película protagonizada por Presley en 1957 Loving You. Esta canción se convirtió en un suceso haciendo que Elvis recibiera centenares de soso de peluche como regalos. Por otro Elvis que era célebre por sus obras de caridad, compró una cantidad suficiente de osos Teddy para llenar un camión y los donó a la Fundación Nacional de Parálisis Infantil el 26 de diciembre de 1957. 